# Maka-Diyos, Maka-Tao, Makakalikasan at Makabansa

"Maka-Diyos, Maka-Tao, Makakalikasan en Makabansa" incorporado al Gran Sello de las Filipinas.

Maka-Diyos, Maka-Tao, Makakalikasan en Makabansa ("Por Dios, Gente, Naturaleza y País") es el lema nacional de las Filipinas. Derivado de las últimas cuatro líneas del Juramento de Lealtad a la Bandera de Filipinas, fue adoptado el 12 de febrero de 1998 con la aprobación de la Ley de la República Nº 8491, la Bandera y el Código Heráldico de Filipinas, durante la presidencia de Fidel V. Ramos. Su adopción se produjo doce años después de la abolición del lema anterior del país, "Isang Bansa, Isang Diwa", que fue adoptado durante la presidencia de Ferdinand Marcos en 1979
El lema se ha interpretado como la incorporación de un conjunto de valores filipinos básicos comunes, con cada uno de los cuatro conectados entre sí. El columnista Bobit Avila de Philippine Star interpretó el lema como una muestra de que los filipinos aman a Dios antes que nada. Otro columnista, Kay Malilong Isberto de The Freeman, el periódico hermano de Star, basado en la ciudad de Cebú, explica que el lema representa los deberes de los buenos ciudadanos filipinos.
Aunque Maka-Diyos, Maka-Tao, Makakalikasan en Makabansa se hizo oficial en 1998, la mayoría de los filipinos no lo saben. En 2007, el columnista Geronimo L. Sy escribió en Manila Times que Filipinas no tenía un lema nacional (al que llamó un "lema nacional") y que muchos de los problemas sociales que asolaban el país se debían a la falta de dirección que un lema nacional encarnaría, a pesar de que la Bandera y el Código Heráldico se convirtieron en ley nueve años antes. Isberto más tarde sugeriría que la mayoría de la gente probablemente no sabe que hay un lema nacional para empezar, y de aquellos que saben que hay uno, probablemente no se tomaron el tiempo para contemplar cómo el lema debería aplicarse a su vidas cotidianas.
Ávila señala que aunque "Maka-Diyos, Maka-Tao, Makakalikasan en Makabansa" es "perfecto" como lema nacional, afirma que, como la mayoría de los filipinos solo cuidan de sí mismos, no se atienen a las doctrinas de su fe cristiana. , lo que hace que el lema sea problemático en comparación con lemas como "Bhinneka Tunggal Ika". Esto está en agudo contraste con su crítica de 2013 a "Isang Bansa, Isang Diwa", que denunció como la encarnación del pensamiento jacobino pobremente ejecutado.
El lema nacional está inscrito en el Gran Sello de Filipinas y la última parte del Juramento a la Bandera.

Ako ay Pilipino
Buong katapatang nanunumpa
Sa watawat ng Pilipinas
At sa bansang kanyang sinasagisag
Na may dangal, katarungan at kalayaan
Na pinakikilos ng sambayanang
Maka-Diyos
Makatao
Makakalikasan at
Makabansa.